# Dactylolabis pechlaneri
Dactylolabis pechlaneri är en tvåvingeart som beskrevs av Mendl 1976. Dactylolabis pechlaneri ingår i släktet Dactylolabis och familjen småharkrankar.
Artens utbredningsområde är Österrike. Inga underarter finns listade i Catalogue of Life.